# Conflito entre Drake e Kendrick Lamar
O rapper canadense Drake e o rapper norte-americano Kendrick Lamar se envolveram em um conflito desde o começo da década de 2010. O conflito aumentou em gravidade após o lançamento da canção "Like That" de Future, Metro Boomin com participação especial de Lamar.
A relação de Drake e Lamar iniciou com uma colaboração no álbum Take Care, de Drake, seguida de outra colaboração em Good Kid, M.A.A.D City. Lamar acompanhou Drake em 2012 em seu Club Paradise Tour. Em 2013, Lamar desrespeitou Drake e diversos outros rappers na canção "Control" de Big Sean, depois clarificando que a letra era para ser vista como "competição amigável". Nos anos seguintes, Drake e Lamar publicamente discordaram das especulações de um conflito entre os dois. No entanto, a mídia identificou várias formas de desrespeito pelos dois lados nos anos seguintes, então levando ao aumento de gravidade da situação em 2024.
Em 22 de março de 2024, Lamar falou mal de J. Cole e Drake na canção "Like That" como resposta a canção "First Person Shooter" de Drake e J. Cole. Dando inicio a uma séria de Faixas Diss entre os artistas.

## História

### 2011–2015: Antecedentes e primeiros ataques
Drake e Kendrick Lamar aparentavam ter uma relação de amizade. A primeira colaboração da dupla foi vista na forma da aparição de Lamar em "Buried Alive Interlude", do álbum de estúdio de Drake de 2011, Take Care. O relacionamento deles continuou a se desenvolver amigavelmente depois que Lamar foi o ato de abertura para a turnê Club Paradise de Drake ao lado de ASAP Rocky em 2012. Mais tarde naquele ano, Lamar e Drake também fizeram uma aparição em "Fuckin' Problems" do ASAP Rocky.  Em 2012, Drake participou do single de sucesso de Lamar " Poetic Justice" 
Em 14 de agosto de 2013, Lamar disparou contra Drake publicamente pela primeira vez, além de outros rappers em seu verso na faixa "Control" lançada por Big Sean. Na ocasião, Lamar disse que ele "tinha amor" por todos eles, mas estava tentando "assassiná-los" na cena do rap. 
Em uma entrevista com a Billboard duas semanas depois, Drake desdenhou do verso de Lamar, afirmando: "Parecia um pensamento ambicioso para mim. Era só isso. Eu sei muito bem que [Lamar] não está me assassinando, de forma alguma, em nenhuma plataforma". Em setembro, em uma entrevista a Elliott Wilson, Drake respondeu que a atitude pessoal demonstrada por Lamar contradizia os sentimentos de seu verso de "Control". "Eu o vi cinco dias depois no VMA e era tudo amor... Se é realmente 'foda-se todo mundo', então precisa ser 'foda-se todo mundo'. Não pode ser apenas pela metade" 
Em 24 de setembro de 2013, Drake lançou seu terceiro álbum de estúdio Nothing Was the Same. Vários veículos interpretaram o primeiro verso da faixa "The Language", como uma resposta ao verso "Control" de Lamar. Em outubro, durante o quinto cypher do BET Hip Hop Awards de 2013, Lamar fez um rap: "Nada foi o mesmo desde que eles lançaram 'Control' / E colocaram um rapper sensível de volta em suas roupas de pijama". Esses versos foram popularmente interpretados como mais insultos a Drake, especialmente porque Lamar faz referência a Nothing Was the Same de Drake.
Em 17 de dezembro de 2013, um remix de "Shit" do Future com Drake e Juicy J foi lançado. Fãs de hip-hop e veículos de comunicação especularam que o verso de Drake no remix era uma diss direcionada a Lamar. Drake negou as indiretas e elogiou Lamar em entrevista a revista Vibe, insistindo que não havia problemas entre os dois. Lamar também negou a existência de uma rixa ao dizer: "Não houve um problema desde o início. Acho que as pessoas falam sobre rixa... é apenas uma outra dinâmica. Não consigo me ver indo de bar em bar com Drake. Somos dois tipos diferentes de artistas.

### 2015–2022: Ataques discretos
Nos anos seguintes, algumas publicações e fãs notaram ataques sutis entre os artistas em alguns versos de suas músicas.
Em uma lista de potenciais dissensões furtivas na mixtape de Drake de fevereiro de 2015 If You're Reading This It's Too Late, Brandon Caldwell para a Billboard afirmou que "Used To" e a faixa bônus "6PM in New York" continham versos direcionados a Lamar.  Em 15 de março de 2015, Lamar lançou seu terceiro álbum de estúdio To Pimp a Butterfly. O terceiro single do álbum, "King Kunta" falava sobre a existência de um rapper com um Ghostwriter, expressão usada para se referir a um compositor extra mantido em sigilo. Dias depois, o rapper Meek Mill acusou Drake de usar Escritores-fantasmas.
Em janeiro de 2016, o presidente Barack Obama, relatou em uma entrevista que acreditava que Kendrick venceria Drake em uma batalha de Rap. Quinze dias depois, Drake lançou "Summer Sixteen", criticando Obama e fazendo rap: "Diga a Obama que meus versos são como os chicotes que ele usa / Eles são à prova de balas"  O apresentador Marcellus Wiley relatou em 2016, que a ESPN foi coagida a excluir uma entrevista onde Drake ou Lamar, menosprezavam um ao outro. Wiley afirmou que a suposta entrevista da SportsNation foi destruída porque a equipe do rapper incitador interveio. 
Em maio de 2022, Lamar lançou seu quinto álbum de estúdio Mr. Morale & the Big Steppers . A quinta música do álbum, "Father Time", incluía um verso de Lamar que fazia referência à breve paz de Kanye West e Drake durante sua respectiva rivalidade: "Quando Kanye voltou com Drake, fiquei um pouco confuso / Acho que não sou maduro como penso, tenho que me curar"

### 2023–2024: Escalada e sequência de faixasdiss

#### "First Person Shooter" e "Like That"
Em outubro de 2023, na faixa "First Person Shooter" de Drake, J. Cole sugeriu que ele, Drake e Lamar faziam parte dos "Três Grandes" maiores rappers do hip-hop moderno, bem como que ele era atualmente o melhor dos três. Em 22 de março de 2024, Lamar respondeu desfavoravelmente à ideia de "Três Grandes" em sua participação na música de Metro Boomin e Future, "Like That", onde apareceu menosprezando Cole e Drake enquanto rimava "que p** de três grandes, mano, grande é apenas eu".
O verso levou ao lançamento da diss "7 Minute Drill",  na qual Cole critica Lamar e seus trabalhos recentes. No entanto, nos dias seguintes, Cole se desculpou publicamente no palco por lançar a música e a removeu dos serviços de streaming.

#### "Push Ups" e "Taylor Made Freestyle"
Em 13 de abril de 2024, as primeiras versões de "Push Ups" de Drake vazaram online.  A música serve como a primeira resposta ao verso de Lamar em "Like That" Drake direcionou vários ataques a Kendrick e a outros artistas que teriam ficado ao lado dele, como Metro Boomin, Future, The Weeknd e Rick Ross. Drake também zombou da baixa estatura de Lamar, suas colaborações com artistas pop como Taylor Swift e Maroon 5 e de supostamente ser enganado por seu empresário na divisão de lucros de seus trabalhos. Drake ainda se gabou de seu sucesso comercial global e de ter ajudado Lamar em seu inicio de carreira.
Em 19 de abril de 2024, o mesmo dia do lançamento oficial de "Push Ups", Drake também lançou a diss "Taylor Made Freestyle", outra faixa direcionada a Lamar. A música apresentava vocais gerados por Inteligência artificial imitando os rappers idolos de Lamar, Tupac Shakur e Snoop Dogg. A letra menciona a necessidade de Kendrick de responder às expectativas e pressões, tanto do público quanto de outros artistas, como Snoop Dogg e Tupac, que são citados na música como figuras de autoridade e mentores de Lamar. Drake também desafia Lamar por uma resposta e o acusa de estar demorando para responde-lo devido ao lançamento do álbum The Tortured Poets Department, lançado por Taylor Swift naquela semana e que seria de forma evidente, o centro das atenções comerciais da música.
A faixa gerou uma polêmica e um processo a Drake feito pelos familiares de Tupac Shakur, pelo uso de sua voz em Inteligência artificial. Após o processo por violação dos direitos autorais, Drake removeu a faixa da internet em 26 de abril de 2024. 

#### "Euphoria" e "6:16 in LA"
Em 30 de abril de 2024, Lamar lançou uma faixa diss chamada "Euphoria" Nas letras divididas em três partes, Kendrick acusa Drake de manipulação e de tentar se inserir em círculos culturais que não o representam genuinamente, o comparando a Tommy Hilfiger que foi alvo de rumores de racismo e rejeição à cultura hip-hop. Lamar faz alegações de que Drake faria parcerias com negros para tentar se sentir como um deles e ainda sugere que Drake era um pai ausente e que não saberia nada sobre paternidade, que seria uma responsabilidade de Lamar com seus dois filhos. Lamar também provoca Drake pelo uso de Inteligência artificial em sua última música e sobre os rumores de que teria Ghostwriters.
Em 3 de maio de 2024, três dias após "Euphoria", Lamar postou um Instagram Reel com a legenda "6:16 in LA " A faixa também foi produzida pelo produtor habitual de Taylor Swift, Jack Antonoff , que a Vulture imaginou ser uma referência aos comentários de Drake em "Taylor Made Freestyle" A letra começa com uma reflexão sobre a sobrevivência e a desconfiança de Lamar. Em certos pontos, Lamar alega que os próprios membros da equipe de Drake, estariam contra ele.

#### "Family Matters"
Ainda em 3 de maio, Drake lançou "Family Matters", uma resposta a "Euphoria" e "6:16 in LA"  Na faixa, Drake dispara contra Lamar o acusando de ser um X9 em seu bairro, um falso ativista que usaria a temática do racismo para se promover. Drake também insinua que Lamar tem problemas de relacionamento com sua noiva que incluem traição, violência doméstica e de que um de seus filhos seriam de seu empresário, Dave Free. Drake também volta a criticar nomes que se mostraram ao lado de Lamar, como Rick Ross e The Weeknd. Na terceira parte, Drake sugere que Lamar é um artista superestimado pela mídia e pelo Grammy Awards, acusa Lamar de ter ligado para a equipe de Tupac para que processassem Drake e de ter acobertado um caso de agressão a sua noiva.

#### "Meet the Grahams" e "Not Like Us"
Apenas vinte minutos após o lançamento de "Family Matters", Lamar lançou outra faixa diss dirigida a Drake, intitulada "Meet the Graham ", produzida por The Alchemist. Na faixa, Lamar fala diretamente com membros da família de Drake citando-os por nome, incluindo seu pai, sua mãe e, a seu filho Adonis, onde Lamar diz que lamenta que seu pai seja Drake e tenta passar uma mensagem de ensinamentos ao garoto. Lamar alega também que Drake está escondendo um segundo filho (uma filha) que seria mantido em segredo. Lamar também acusa Drake de ser sexualmente atraído por menores e que ele estaria administrando uma rede de tráfico sexual em sua mansão. Lamar também critica os afiliados da gravadora OVO de Drake, alegando que eles são criminosos sexuais abrigados por Drake.
Drake respondeu a Lamar no Instagram: "Nahhhh espere, alguém pode encontrar minha filha escondida, por favor, e enviá-la para mim ... esses caras estão em frangalhos", seguido por vários emojis rindo.
Em 4 de maio de 2024, Kendrick Lamar lançou "Not Like Us", produzido por DJ Mustard . Na faixa, Lamar se refere mais explicitamente a Drake e membros de seu círculo íntimo como pedófilos, dizendo: "Ei, Drake, ouvi dizer que você gosta das garotinhas jovens / É melhor você nunca ir para o bloco de celas" Lamar também acusa um membro da equipe de Drake chamado de Baka, que foi preso e acusado de tráfico sexual em 2014.  A arte da capa da faixa era uma imagem de satélite da mansão de Drake etiquetada com alfinetes representando predadores sexuais.
Semanas depois, Lamar fez um show no Ab-Soul onde cantou seu verso em "Like That" pela primeira vez antes de convidar Dr. Dre para o palco. Lamar e Dre tocaram os sucessos de Dre "Still DRE" e "California Love ". Lamar concluiu o concerto com um bis de "Not Like Us", repetindo a música mais cinco vezes enquanto dançava no palco com colegas e membros de muitas gangues de rua de Los Angeles, incluindo os Crips e os Bloods , antes de tirar uma foto do grupo no palco.
Em 4 de Julho de 2024, Lamar lançou o clipe de Not Like Us, com mais indiretas a Drake. o vídeo também mostrou Lamar com sua família e com creditos de direção por Dave Free, como uma negação das acusações de Drake. Na manhã seguinte, o vídeo atingiu mais de 13 milhões de visualizações no YouTube. A faixa ganhou enorme popularidade nas redes sociais e foi enviada as rádios americanas, alcançando a primeira posição na Billboard Hot 100.

#### "The Heart Part 6"
Em 5 de maio de 2024, Drake lançou " The Heart Part 6 ". O título faz referência à série de faixas "The Heart" de Lamar. Na faixa, Drake nega as alegações de pedofilia e aliciamento feitas contra ele.  Ele alega que as acusações de Lamar foram baseadas em seu próprio trauma decorrente de abuso. Drake também alega que seu círculo íntimo deu a Lamar informações falsas sobre ter uma filha de 11 anos, à qual Lamar fez referência em "Meet the Grahams".  Ele continua alegando que houve casos de violência doméstica no relacionamento de Lamar com Alford e afirmou que Lamar não via seus filhos há 6 meses.

#### GNX
GNX é o novo projeto de Lamar, lançado em 22 de novembro de 2024, lançado de surpresa para criar supresa entre os ouvintes.
Na primeira música "wacced out murals", Lamar reclama evidentemente sobre seu mural sendo pixado por um fã de Drake em Compton, Califórnia, Estados Unidos da América. Lamar também reclamou sobre Snoop Dogg, que compartilhou a diss track "Taylor Made" de Drake em meio sua rivalidade.

### Ações legais de Drake
Em 25 de novembro de 2024, Drake apareceu em uma transmissão ao vivo do Kick com o streamer canadense xQc, descrevendo-se como "totalmente intacto, mente, corpo e alma" e comentando que "você precisa de fatos para me derrotar, contos de fadas não vão resolver" No mesmo dia, Drake entrou com uma petição contra a Universal Music Group (UMG) alegando que eles violaram a Lei RICO ao usar táticas ilegais para impulsionar as transmissões de "Not Like Us".  Em 26 de novembro, Drake entrou com outra petição contra a UMG, alegando difamação e um esquema de "pagamento" para que a faixa fosse tocadas nas rádios.